# Josip Uhač
Josip Uhač (Brseč, 20 de julho de 1924 – Roma, 18 de janeiro de 1998) foi um diplomata e prelado iugoslavo da Igreja Católica, oriundo da Croácia, que pertenceu ao serviço diplomático da Santa Sé e foi nomeado cardeal, mas faleceu antes do Consistório Ordinário Público de 1998.

## Biografia
Frequentou a escola primária em sua cidade natal entre 1930 e 1935. Mais tarde, estudou no Seminário de Fiume, no Seminário de Veneza, no Seminário de Gorizia de 1943 a 1945 (teologia). Vai para Roma após o fim da guerra, com a implantação do comunismo na Iugoslávia, onde estuda no Pontifício Seminário Romano e na Pontifícia Universidade Lateranense, de 1945 a 1954, obtendo doutorados em teologia em 1951 e de direito canônico, em 1954, além de estudar na Pontifícia Academia Eclesiástica por dois anos (diplomacia).
Recebeu a ordenação presbiteral em 16 de abril de 1949, em Roma. Enquanto na cidade, exerceu seu ministério pastoral na Chiesa di San Girolamo degli Illirici.
Ingressou no serviço diplomático da Santa Sé em 1 de março de 1954. Foi secretário da nunciatura no Panamá, na República Árabe Unida, auditor da nunciatura na Alemanha Ocidental, da nunciatura na Espanha, além de conselheiro da nunciatura (1967-1970). Foi nomeado Prelado de honra de Sua Santidade em 16 de fevereiro de 1967.
Em 23 de junho de 1970, o Papa Paulo VI o nomeou pró-núncio apostólico no Paquistão, com a dignidade de arcebispo titular de Tharros. Recebeu a ordenação episcopal em 5 de setembro do mesmo ano, na Igreja de Santos Vito, Modesto e Crescência de Rijeka, de Viktor Burić, arcebispo de Rijeka-Senj, coadjuvado por Dragutin Nežic, bispo de Poreč i Pula e Josip Pavlišić, arcebispo coadjutor de Rijeka-Senj.
Em 7 de outubro de 1976 foi nomeado pró-núncio em Camarões e delegado apostólico na Guiné Equatorial, e em 15 de janeiro de 1977, pró-núncio no Gabão.
Foi transferido pelo Papa João Paulo II para a nunciatura apostólica no Zaire em 3 de junho de 1981. Em 3 de agosto de 1984, foi nomeado para a nunciatura apostólica na Alemanha Ocidental. Ali, teve como desafios a posição e o papel do Capítulo de Colônia na escolha do sucessor do Cardeal Joseph Höffner, uma questão que exigiu habilidades diplomáticas consideráveis para chegar a um acordo na nomeação episcopal, a turbulência da Igreja pós-conciliar, a questão dos impostos da igreja e, por fim, a unificação da Alemanha com os preparativos para a transferência da nunciatura de Bonn para Berlim.
Em 21 de junho de 1991, João Paulo II o nomeia como secretário da Congregação para a Evangelização dos Povos. Foi também, entre 1991 e 1995, presidente das Pontifícias Obras Missionárias.
Desempenhou um papel importante no reconhecimento diplomático da Eslovênia e da Croácia, quando Jean-Louis Pierre Tauran e Angelo Sodano, como Cardeal Secretário de Estado, estavam à frente da diplomacia vaticana. Quando a nunciatura apostólica foi aberta em Zagreb, em 1993, após o estabelecimento de relações diplomáticas entre a Santa Sé e a Croácia, Uhač teve a honra de inaugurá-la, como representante de João Paulo II. Com a eclosão da guerra na vizinha Bósnia e Herzegovina, realizou um intenso trabalho de ajuda material e espiritual às vítimas do conflito e à Igreja local, além de trabalhar para salvaguardar a unidade do país diante das ameaças de desintegração e divisão de seu território.
Em 15 de janeiro de 1998, João Paulo II o informou que seria criado cardeal no Consistório de 21 de fevereiro, enquanto Uhač estava internado no Hospital Policlínico Agostino Gemelli, mas acabou morrendo no dia 18 de janeiro, pouco antes do anúncio no Angelus.
Sua missa fúnebre, celebrada pelo cardeal Angelo Sodano, aconteceu na Basílica de São Pedro dois dias depois. Após a missa, o corpo foi transportado para a Igreja de São Jerônimo dos Croatas, onde outra missa foi realizada, celebrada no dia seguinte pelo seu reitor. Após o repatriamento, uma vigília foi realizada na catedral de São Vito de Rijeka, liderada pelo cardeal Franjo Kuharić, arcebispo de Zagreb, e foi seguida por outra missa celebrada por Anton Tamarut, arcebispo de Rijek na igreja paroquial de Saint Juraj (São Jorge) em Brseč, onde foi sepultado.